# Вільялобон
Вільялобон (ісп. Villalobón) — муніципалітет в Іспанії, у складі автономної спільноти Кастилія-і-Леон, у провінції Паленсія. Населення — 1324 особи (2010).
Муніципалітет розташований на відстані близько 190 км на північ від Мадрида, 2 км на схід від Паленсії.

## Демографія
Динаміка населення (INE ):